# 生と死の論争
生と死の論争（せいとしのろんそう）は、ロシア中世の説話。ヨーロッパ諸国でペスト流行を背景にした『死の舞踏』のテーマがロシアにも移入されて生まれた。

## 成立
バルト海沿岸のリューベックの印刷業者バルトロメイ・ゴータンが1482年～92年に出版したドイツ語の散文詩『生と死の対話』が外交団によってロシアにもたらされ、1494年、ハンザ同盟の都市ノヴゴロドでロシア語に翻訳出版された。それらは『生と死の論争』の題名で改版を重ね、16世紀中頃にはドイツ語原版の面影も留めないほどロシア化が進んだ。後に、モデスト・ムソルグスキーの『死の歌と踊り』の曲想にも影響を与えた。

## 内容
百戦錬磨の戦士、「生(Život)」と無敵を誇る「死(Smert́)」が擬人化された形で登場する。死の前には王侯貴族、貧者富者、賢者愚者、男も女も人は皆等しく無力であること、死には富や地位、名声も通じないこと、死を買収することは出来ない、などの教えが「死」の口を通して語られる。